# Tesoro de la lengua castellana o española

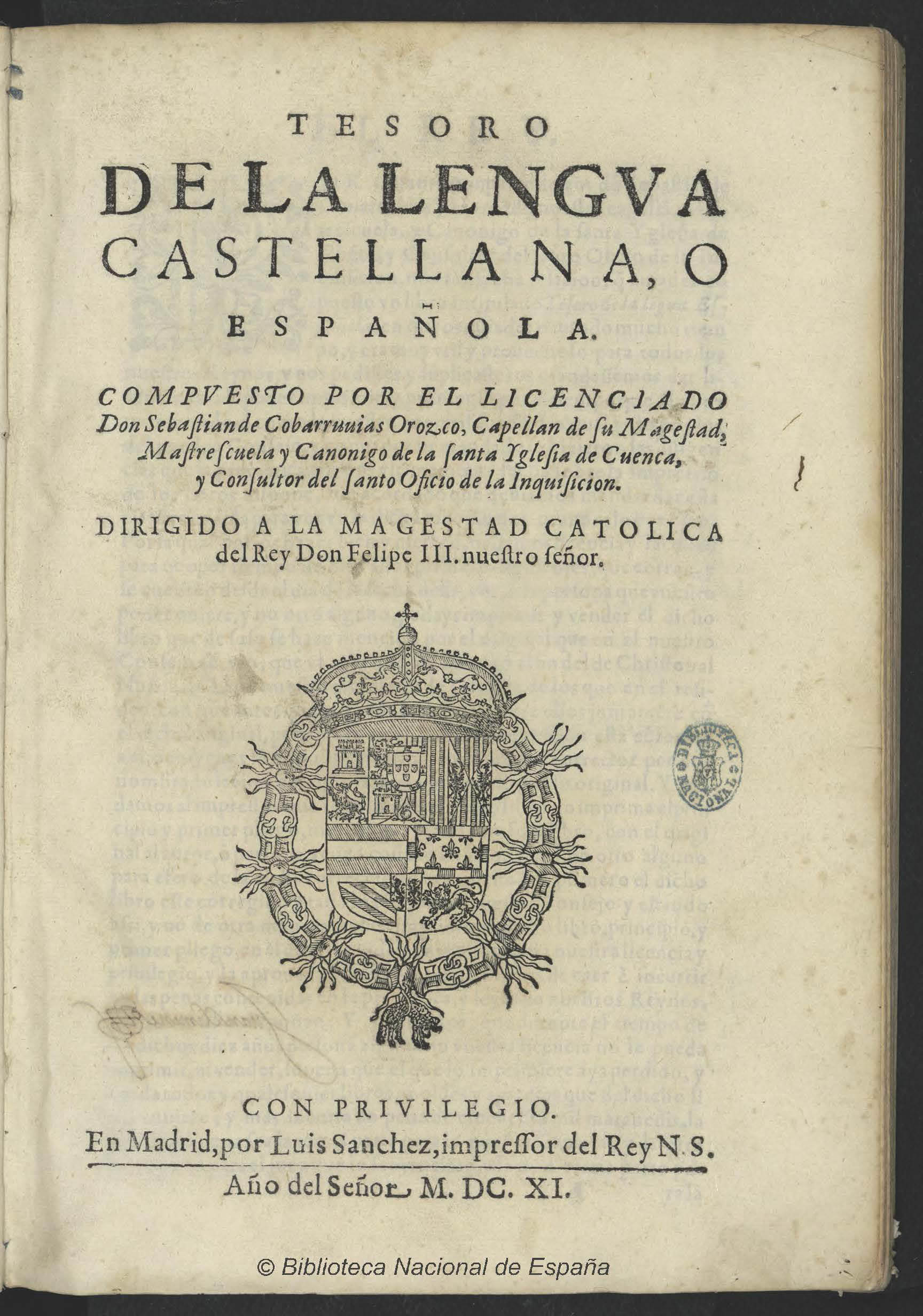
Portada de la edición príncipe del Tesoro (1611).

El Tesoro de la lengua castellana o española es un diccionario del castellano, obra del erudito Sebastián de Covarrubias, publicado en 1611. Es el primer diccionario general monolingüe del español, es decir, el primero en que el léxico español es definido en esta misma lengua. Es también el primer diccionario de este tipo publicado en Europa para una lengua vulgar.

## Redacción
Sebastián de Covarrubias empezó a redactar el que sería su Tesoro en la primavera de 1605. El trabajo lo realizó en los años siguientes entre las ciudades de Valencia y Cuenca. La avanzada edad del autor (66 años al comenzar el proyecto) hizo que a partir de la letra C redujera la extensión media de los artículos, a causa del temor a morir antes de acabar su obra.

## Características de la obra

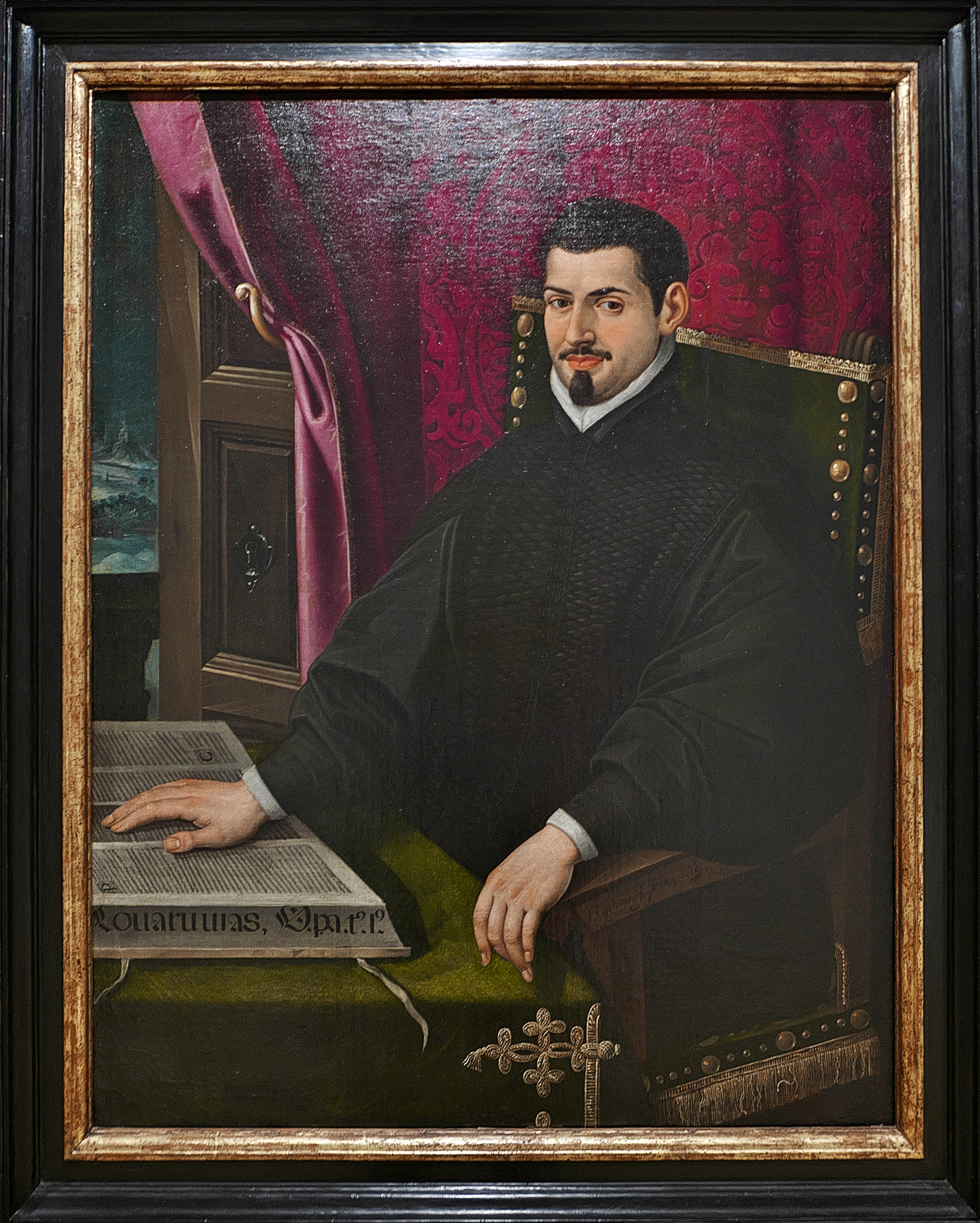
Sebastián de Covarrubias por Juan Bautista de Espinosa

La intención declarada por el autor era elaborar un diccionario etimológico que indagara en el origen de las voces del español. El modelo eran las Etymologiae (612-621), de San Isidoro de Sevilla, que había hecho lo propio con el latín. Covarrubias recoge la idea tradicional, ya presente en San Isidoro, de que el origen de la forma de la palabra está relacionado con su significado original, por lo que investigar la etimología equivale a descubrir el origen y el sentido profundo de las cosas. La calidad de las etimologías que propone está en la línea de su época, proclive a las etimologías fantasiosas y forzadas. Covarrubias está particularmente interesado en encontrar etimologías hebreas en español. Esto se explica porque el hebreo era considerado la lengua primitiva de la humanidad, la lengua anterior a la confusión en la Torre de Babel, por lo que la lengua que más se pareciera al hebreo resultaría más perfecta y menos corrupta. Asimismo, Covarrubias tiene en mente las obras más recientes de lexicográfos de otros países, como el Diccionario muy copioso de la lengua española y francesa (París, 1604) de Jean Pallet o el Trésor de la langue française de Jean Nicot (París, 1606), con "la idea de dar noticia a los extranjeros del lenguaje español, y de su propiedad y elegancia, que es muy gran honor de la nación española", según afirma en la "Carta preliminar al Tesoro" Baltasar Sebastián Navarro de Arroyta.
En palabras de Juan Miguel Lope Blanch, en el Tesoro «se suma la consideración del origen lingüístico de la palabra al estudio enciclopédico de su historia y de la historia de lo designado por ella». Por ello, a diferencia de lo que sucede en la lexicografía moderna, que considera que el diccionario debe recoger únicamente informaciones lingüísticas, es decir, definir los sentidos de la palabra y no enumerar características del referente u objeto real, el Tesoro proporciona abundantes informaciones de tipo enciclopédico y no estrictamente lingüístico. Además, el Tesoro, como era habitual en la época, recoge también nombres propios (antropónimos, topónimos, orónimos, etc.), de los que proporciona abundantes datos.
Una de las características más repetidamente señalada del Tesoro es el estilo personal que en él utiliza su autor. Covarrubias introduce constantemente en los artículos la primera persona, manifestando opiniones, haciendo divagaciones, contando historias y anécdotas propias y ajenas, etc.

### Macroestructura
La macroestructura (organización del léxico recogido en el diccionario) consta de unas 11.000 entradas. Si contamos las palabras que no tienen entrada propia pero que son definidas dentro del artículo correspondiente a otra, la cifra aumenta a unas 17.000 según Martín de Riquer. Las características principales de la macroestructura son:
- Saltos e incongruencias en el orden alfabético. La inestabilidad ortográfica propia de la época anterior a la normativa de la Real Academia Española aumenta el desorden en este sentido, dado que una misma palabra puede aparecer definida en varios lugares escrita de distintas maneras. Covarrubias se declara partidario del criterio fonetista en ortografía, pero no siempre es consecuente con el mismo.
- Concepción abarcadora del léxico que le lleva a incluir dialectalismos (sobre todo de Castilla la Vieja, Toledo y Andalucía), vulgarismos, tecnicismos, arcaísmos, etc.
- La extensión de los artículos es desigual, desde las pocas líneas a las ocho páginas. La mayoría se sitúan entre las diez o veinte líneas.
- En ocasiones organiza las palabras en familias léxicas, incluyendo como lema únicamente la palabra que considera raíz de las demás, que no tienen artículo propio, lo cual puede dificultar la consulta.
- En las palabras polisémicas, a veces ofrece artículos distintos para cada acepción y a veces las incluye todas en la misma entrada.
- Las variantes gráficas o fonéticas de un mismo término las soluciona mediante reenvíos de una forma a otra, aunque otras veces las junta sin más en la misma entrada.

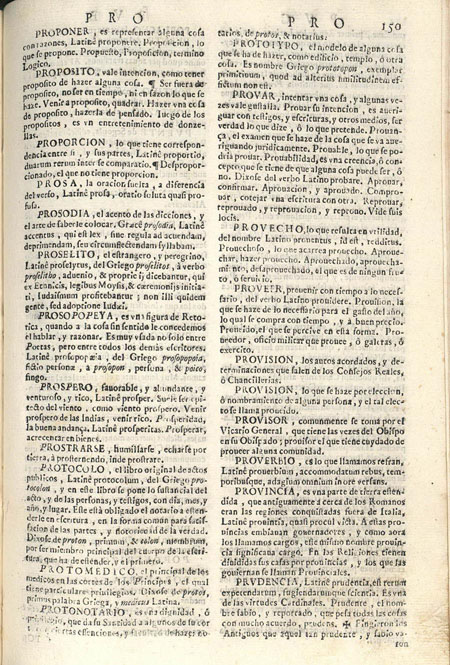
Página del Tesoro

### Microestructura
La microestructura (organización interna de cada artículo lexicográfico) del Tesoro se caracteriza por una gran heterogeneidad y una mezcla de datos lingüísticos y enciclopédicos. En cuanto a los lingüísticos, se encuentran:
- definición
- autoridades literarias que refrendan el uso de la palabra
- equivalencias en latín
- etimología
- refranes u otras construcciones fraseológicas en que interviene la palabra
- derivados léxicos y otras palabras de la misma familia

La información de tipo enciclopédico comprende explicaciones sobre el objeto a que se refiera la palabra, cuestiones referidas a simbología, textos variados que ilustren el tema (literarios, científicos, doctrinales, etc.), juicios morales y curiosidades, entre otros.
Sin embargo, lo más habitual es que no se encuentren todos estos elementos en cada artículo, sino tan solo algunos. Los más habituales son la definición y la etimología.

## ElSuplemento
Entre finales de 1611 y 1612 Covarrubias empezó a trabajar en lo que sería el Suplemento a su Tesoro de la lengua castellana o española. En él fue incorporando nuevas voces o ampliando los artículos ya incluidos en la obra. Se trata en total de 2.179 artículos. La mayor parte corresponden a nombres propios, por lo que no se trata de información lingüística, y solo 429 pertenecen al léxico común, de los cuales 219 son entradas nuevas. Destaca sobre todo la atención prestada a los arcaísmos y los tecnicismos.

## Fuentes

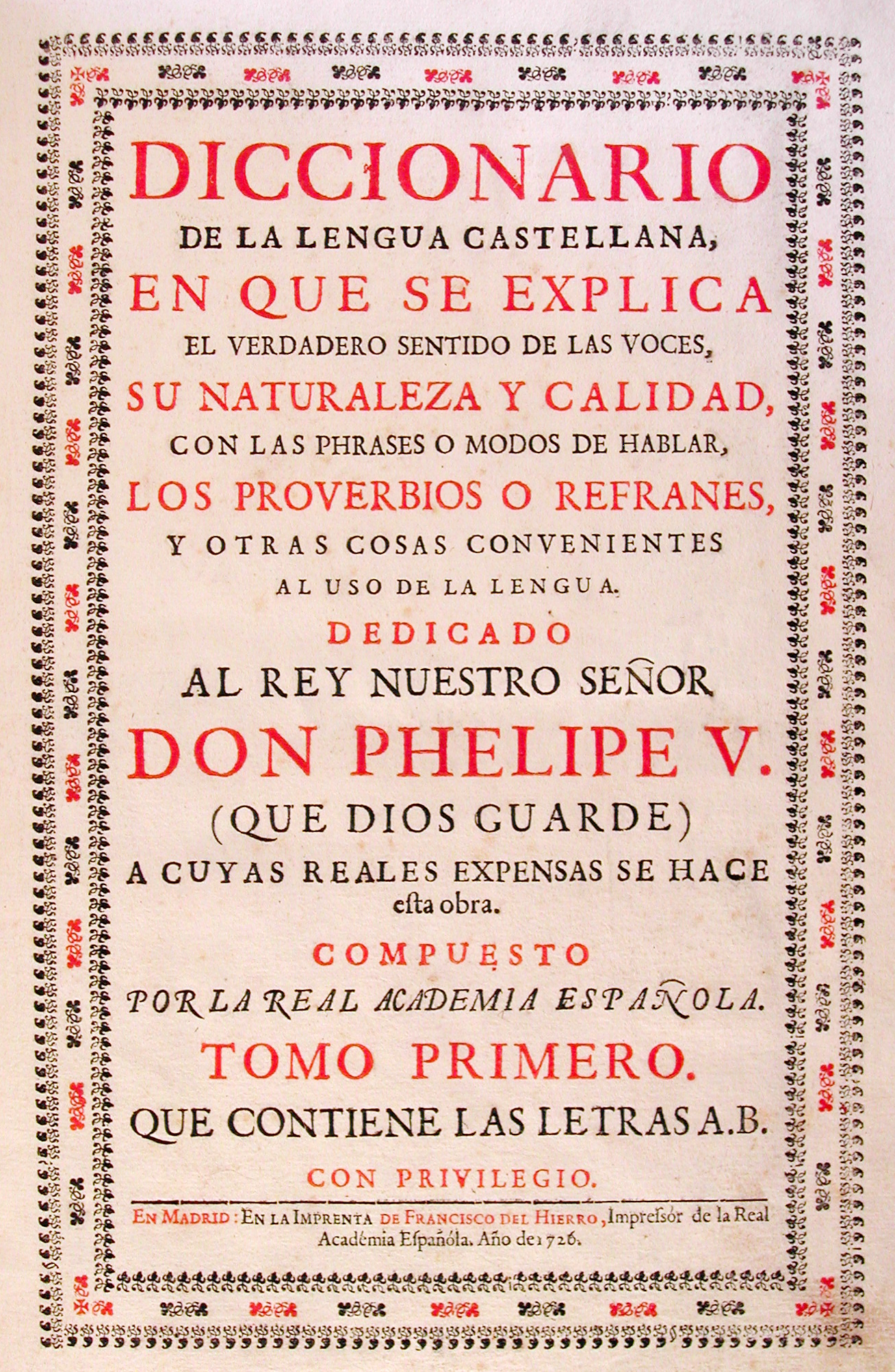
La RAE tuvo muy en cuenta el Tesoro a la hora de elaborar su Diccionario de Autoridades

## Recepción
La edición príncipe del Tesoro tuvo una tirada de 1000 ejemplares. Parece que el éxito de la obra en su tiempo no debió ser muy grande, dado que no se hizo otra edición hasta 1674, cuando el sacerdote Benito Remigio Noydens lo publicó de nuevo con unas Adiciones. El material nuevo fueron apenas 326 entradas, en su mayoría de tipo enciclopédico y con informaciones extraídas, en muchos casos, del Glosario de voces oscuras, de Alejo de Venegas.
El reconocimiento a la labor de Covarrubias no llegó hasta que, tras la fundación de la Real Academia Española en 1713, esta lo tomó como un referente de primer orden para su proyecto principal, la redacción de un gran diccionario del español, que llevaría a cabo con el Diccionario de Autoridades (1726-1739). En el prólogo de este, los académicos reconocieron el trabajo precursor del canónigo toledano. Según Fernando Lázaro Carreter, «la Academia estudió, usó ampliamente y veneró el diccionario de Covarrubias».
Otros diccionarios posteriores tomaron como fuente el Tesoro, particularmente los diccionarios plurilingües de castellano y otro idioma del siglo XVII: el Thresor de deux langues françoise et spagnole (París, 1616) de César Oudin; el Ductor in linguas (Londres, 1617), de John Minsheu, o el Vocabolario italiano e spagnolo (Roma, 1620), de Lorenzo Franciosini.

Fuera de la lexicografía, sin embargo, el reconocimiento no es tan unánime, como se puede leer en el ambiguo elogio que le dedica Rafael Lapesa al hablar del español en el Siglo de Oro:
Entre los Diccionarios, el más notable es el Tesoro de la lengua castellana o española, de Sebastián de Covarrubias (1611), curioso arsenal de noticias sobre ideas, costumbres y otros aspectos de la vida española de antaño, expuestas ingenuamente al definir las palabras.

### Versiones digitales delTesoro
- Tesoro de la lengua castellana o española en Google Libros
- Tesoro de la lengua castellana, precedido por Del origen y principio de la lengua castellana. Biblioteca Virtual Miguel de Cervantes. Edición digitalizada folio a folio.
- Tesoro de la lengua castellana, precedido por Del origen y principio de la lengua castellana en la Biblioteca Virtual Miguel de Cervantes. Versión manuscrita de los siglos XVII y XVIII.
- Edición digitalizada del Tesoro en la Universidad de Sevilla.

### Estudios críticos sobre elTesoro
- Rolf Eberenz, «Sebastián de Covarrubias y las variedades regionales del español. Sobre las precisiones geolingüisticas del Tesoro de la lengua castellana o española». (enlace roto disponible en Internet Archive; véase el historial, la primera versión y la última).

### Otros
- El Tesoro de Covarrubias: edición del 18 de nov. del 2011 de Música antigua, programa de Radio Clásica.

- El Tesoro de Covarrubias: edición del 25 de nov. del 2011 de Música antigua.

- En pocas palabras: edición del 14 de mayo de 2019 de Música antigua.

- Datos: Q9086355
- Multimedia: Tesoro de la lengua castellana o española / Q9086355